# Ginglymodi
I ginglimodi (Ginglymodi) sono un gruppo di pesci ossei, attualmente rappresentati dai lucci alligatore (Lepisosteidae). I loro fossili più antichi risalgono al Triassico medio (circa 242 milioni di anni fa) ed ebbero un notevole sviluppo nel corso dell'era Mesozoica.

## Descrizione
Questi pesci comprendono numerose specie di dimensioni e forme molto diverse fra loro. Alcuni erano lunghi poche decine di centimetri, altri (come gli attuali lucci alligatore) sono lunghi svariati metri. Alcuni ginglimodi possedevano un profilo del corpo robusto e compatto (Semionotus, Lepidotes), altri un corpo alto e compresso lateralmente (Kyphosichthys), altri ancora un corpo allungato e sottile (Lepisosteus). Tutti i ginglimodi viventi o estinti, in ogni caso, sono dotati di pesanti scaglie ricoperte da ganoina. 
Malgrado questa notevole diversità morfologica, tutti i ginglimodi possono essere definiti grazie alla presenza di queste caratteristiche: un exoccipitale (osso della base cranica) esteso in avanti e circondante il nervo vago, l'osso mascellare dotato di espansione verso il nasale, l'osso subopercolare ben sviluppato e dotato di parte dorsale assottigliata, l'assenza di una piastra golare tra i due rami della mandibola, l'osso nasale lungo e stretto, l'occhio circondato da un anello chiuso di piccole ossa (anello circumorbitale), di cui la parte superiore erano più grandi e raggiungevano l'orbita; inoltre il sopracleitro (un osso del cinto pettorale) si articola con l'osso temporale grazie a una superficie articolare concava. Una fila di denti corre lungo la cresta tra le branchie e le superfici laterali del cleitro, e lungo il margine superiore della pinna caudale sono presenti raggi simili a scaglie.

## Classificazione
I ginglimodi sono un gruppo di pesci Neopterygii che includono tutti i taxa più strettamente imparentati a Lepisosteus che a Dapedium, Amia o Pholidophorus. Comprendono due principali sottogruppi, i lepisosteiformi (tra cui i lucci alligatore attuali, ma anche forme estinte come Lepidotes e Scheenstia) e gli estinti semionotiformi. Oltre a questi gruppi, i ginglimodi comprendono varie forme di incerta attribuzione, come Neosemionotus e Kyphosichthys. 
I ginglimodi, che come gruppo sono stati descritti per la prima volta da Edward Drinker Cope nel 1871, sono stati variamente classificati come appartenenti agli olostei (insieme agli Halecomorphi, come Amia calva) o come un sister group del clade Halecostomi (comprendenti gli amiiformi e i teleostei). Attualmente, si preferisce considerarli il sister group degli Halecomorphi e quindi considerare il gruppo degli Holostei monofiletico (Lopez-Arbarello, 2012). 

### Filogenesi
Di seguito sono mostrate le relazioni filogenetiche dei ginglimodi in rapporto ad altri gruppi di pesci neotterigi. 
|          | Teleostei |
|          | |
| Holostei | \| \| Halecomorphi (amia e i suoi parenti estinti \| \| \| \| \| \| Ginglymodi (lucci alligatore e i loro parenti estinti) \| \| \| \| |
|          | \| \| Halecomorphi (amia e i suoi parenti estinti \| \| \| \| \| \| Ginglymodi (lucci alligatore e i loro parenti estinti) \| \| \| \| |
|          | Halecomorphi (amia e i suoi parenti estinti                                                                                            |
|          | |
|          | Ginglymodi (lucci alligatore e i loro parenti estinti)                                                                                 |
|          | |

|  | Halecomorphi (amia e i suoi parenti estinti            |
|  |                                                        |
|  | Ginglymodi (lucci alligatore e i loro parenti estinti) |
|  |                                                        |

Di seguito è rappresentato un cladogramma dei principali gruppi di ginglimodi:
|  | Fuyuanichthys |
|  |               |
|  | Kyphosichthys |
|  |               |

|  | Yudaiichthys  |
|  |               |
|  | Lashanichthys |
|  |               |

|  | Fuyuanichthys |
|  |               |
|  | Kyphosichthys |
|  |               |

|  | Yudaiichthys  |
|  |               |
|  | Lashanichthys |
|  |               |

|  | †Sangiorgioichthys                                                    |
|  |                                                                       |
|  | \| \| †Semionotiformes \| \| \| \| \| \| Lepisosteiformes \| \| \| \| |
|  |                                                                       |
|  | †Semionotiformes                                                      |
|  |                                                                       |
|  | Lepisosteiformes                                                      |
|  |                                                                       |

|  | †Semionotiformes |
|  |                  |
|  | Lepisosteiformes |
|  |                  |

|  | Fuyuanichthys |
|  |               |
|  | Kyphosichthys |
|  |               |

|  | Yudaiichthys  |
|  |               |
|  | Lashanichthys |
|  |               |

|  | Fuyuanichthys |
|  |               |
|  | Kyphosichthys |
|  |               |

|  | Yudaiichthys  |
|  |               |
|  | Lashanichthys |
|  |               |

|  | †Sangiorgioichthys                                                    |
|  |                                                                       |
|  | \| \| †Semionotiformes \| \| \| \| \| \| Lepisosteiformes \| \| \| \| |
|  |                                                                       |
|  | †Semionotiformes                                                      |
|  |                                                                       |
|  | Lepisosteiformes                                                      |
|  |                                                                       |

|  | †Semionotiformes |
|  |                  |
|  | Lepisosteiformes |
|  |                  |

|  | Fuyuanichthys |
|  |               |
|  | Kyphosichthys |
|  |               |

|  | Yudaiichthys  |
|  |               |
|  | Lashanichthys |
|  |               |

|  | Fuyuanichthys |
|  |               |
|  | Kyphosichthys |
|  |               |

|  | Yudaiichthys  |
|  |               |
|  | Lashanichthys |
|  |               |

|  | †Sangiorgioichthys                                                    |
|  |                                                                       |
|  | \| \| †Semionotiformes \| \| \| \| \| \| Lepisosteiformes \| \| \| \| |
|  |                                                                       |
|  | †Semionotiformes                                                      |
|  |                                                                       |
|  | Lepisosteiformes                                                      |
|  |                                                                       |

|  | †Semionotiformes |
|  |                  |
|  | Lepisosteiformes |
|  |                  |

|  | Fuyuanichthys |
|  |               |
|  | Kyphosichthys |
|  |               |

|  | Yudaiichthys  |
|  |               |
|  | Lashanichthys |
|  |               |

|  | Fuyuanichthys |
|  |               |
|  | Kyphosichthys |
|  |               |

|  | Yudaiichthys  |
|  |               |
|  | Lashanichthys |
|  |               |

|  | †Sangiorgioichthys                                                    |
|  |                                                                       |
|  | \| \| †Semionotiformes \| \| \| \| \| \| Lepisosteiformes \| \| \| \| |
|  |                                                                       |
|  | †Semionotiformes                                                      |
|  |                                                                       |
|  | Lepisosteiformes                                                      |
|  |                                                                       |

|  | †Semionotiformes |
|  |                  |
|  | Lepisosteiformes |
|  |                  |